# 保洛班托
保洛班托（葡萄牙語：Paulo Bento）是一個位於巴西南部南大河州的一個市鎮。

## 人口
根據巴西地理統計局於2018年的估計，保洛班托共有2,287人，面積149.718平方公里，平均人口密度為15.28人/km2。

## 圖集

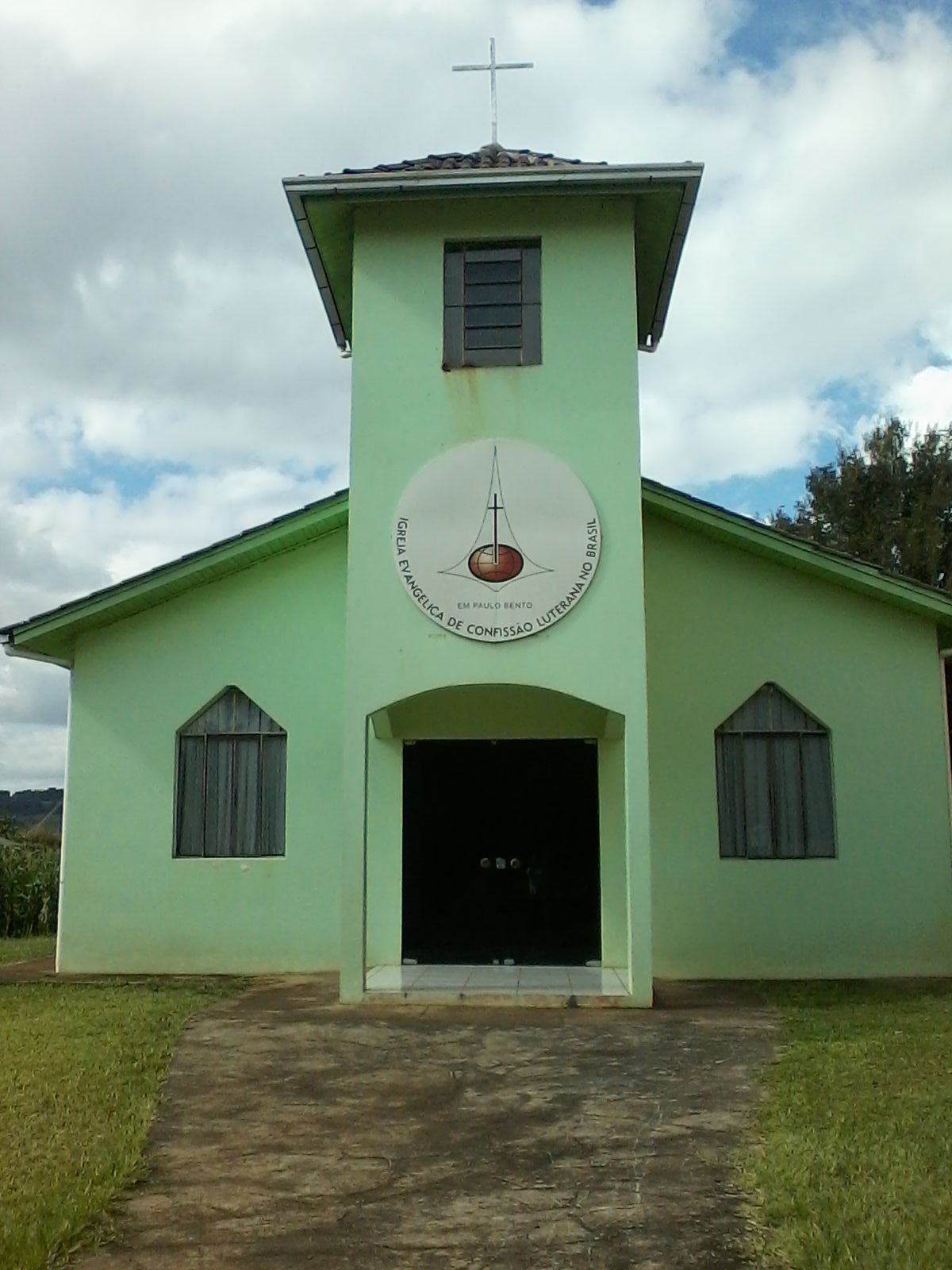
保洛班托的信義宗教堂（Igreja Luterana）
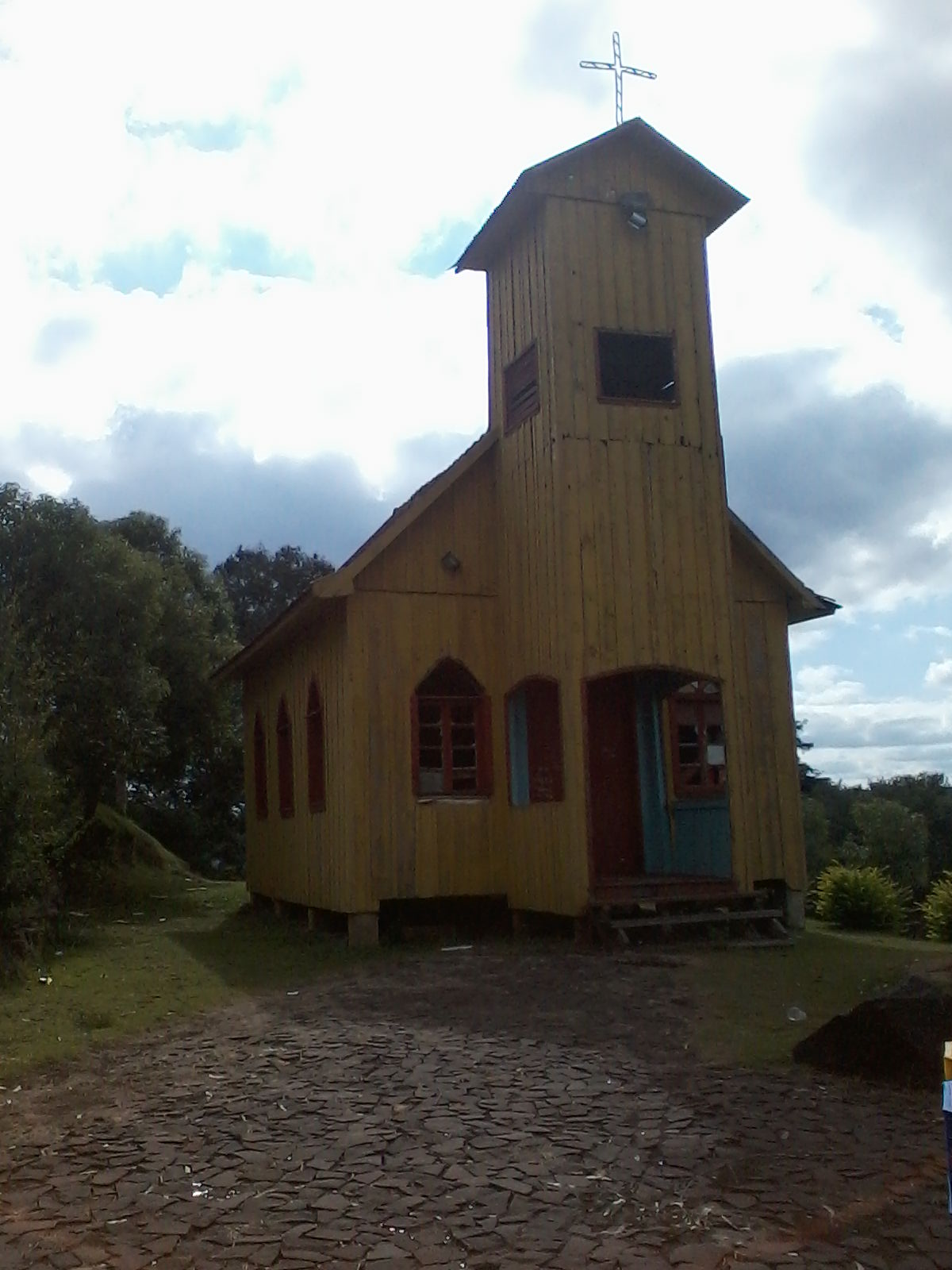
保洛班托的博物館
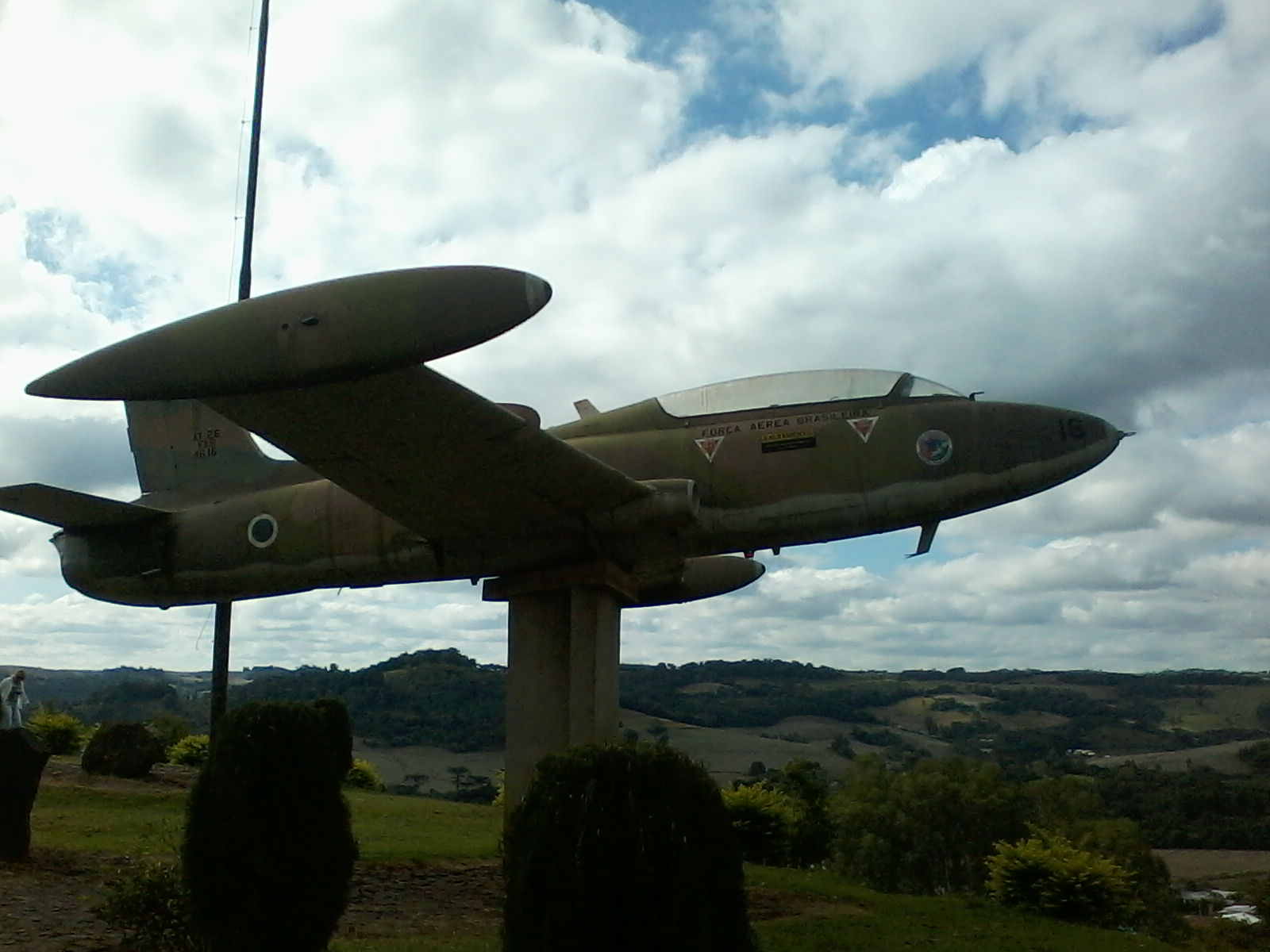
展示於保洛班托博物館前的巴西空軍飛機
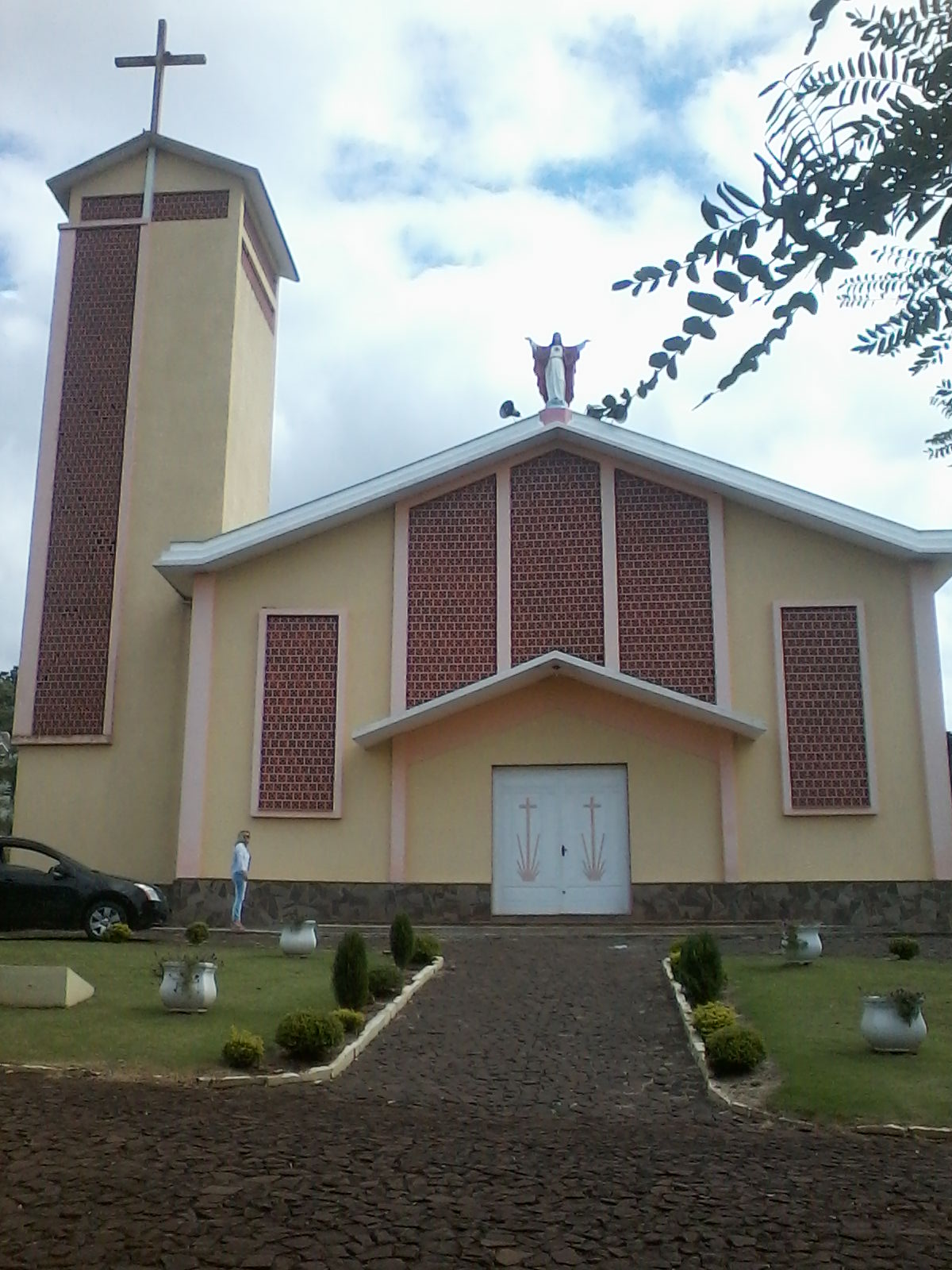
保洛班托天主教堂
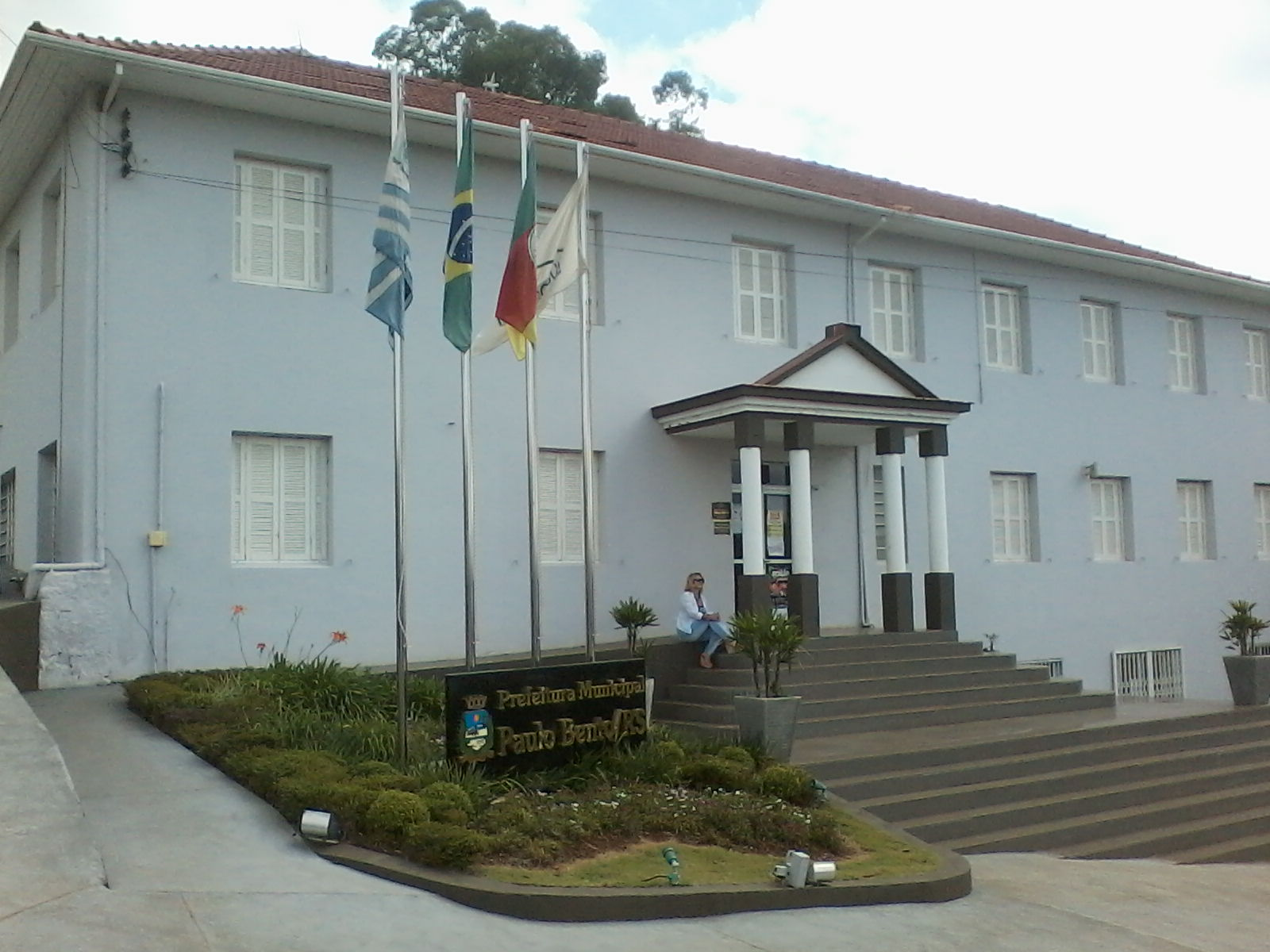
保洛班托市政廳